# Acura RLX
Acura RLX — майбутній флагманський седан компанії Honda який буде продаватись під брендом Acura, дебютував в 2012 році на Los Angeles Auto Show. RLX замінює попередню Acura RL. Нова модель пропонує покращену систему рульового управління і оновлену повнопривідну систему.
В листопаді 2017 року представили оновлену модель зі зміненою передньою частиною.

## Технічні характеристики

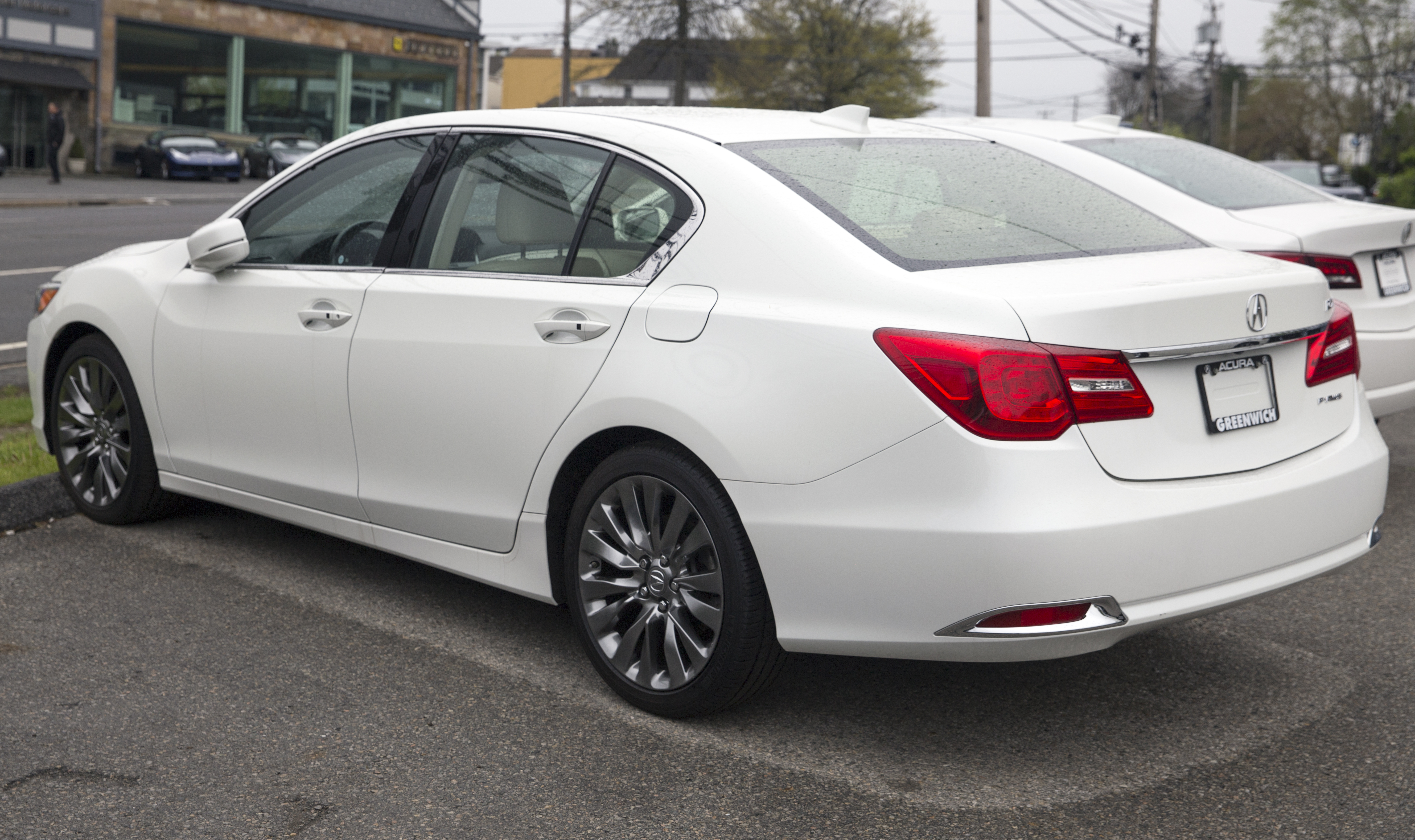
Acura RLX

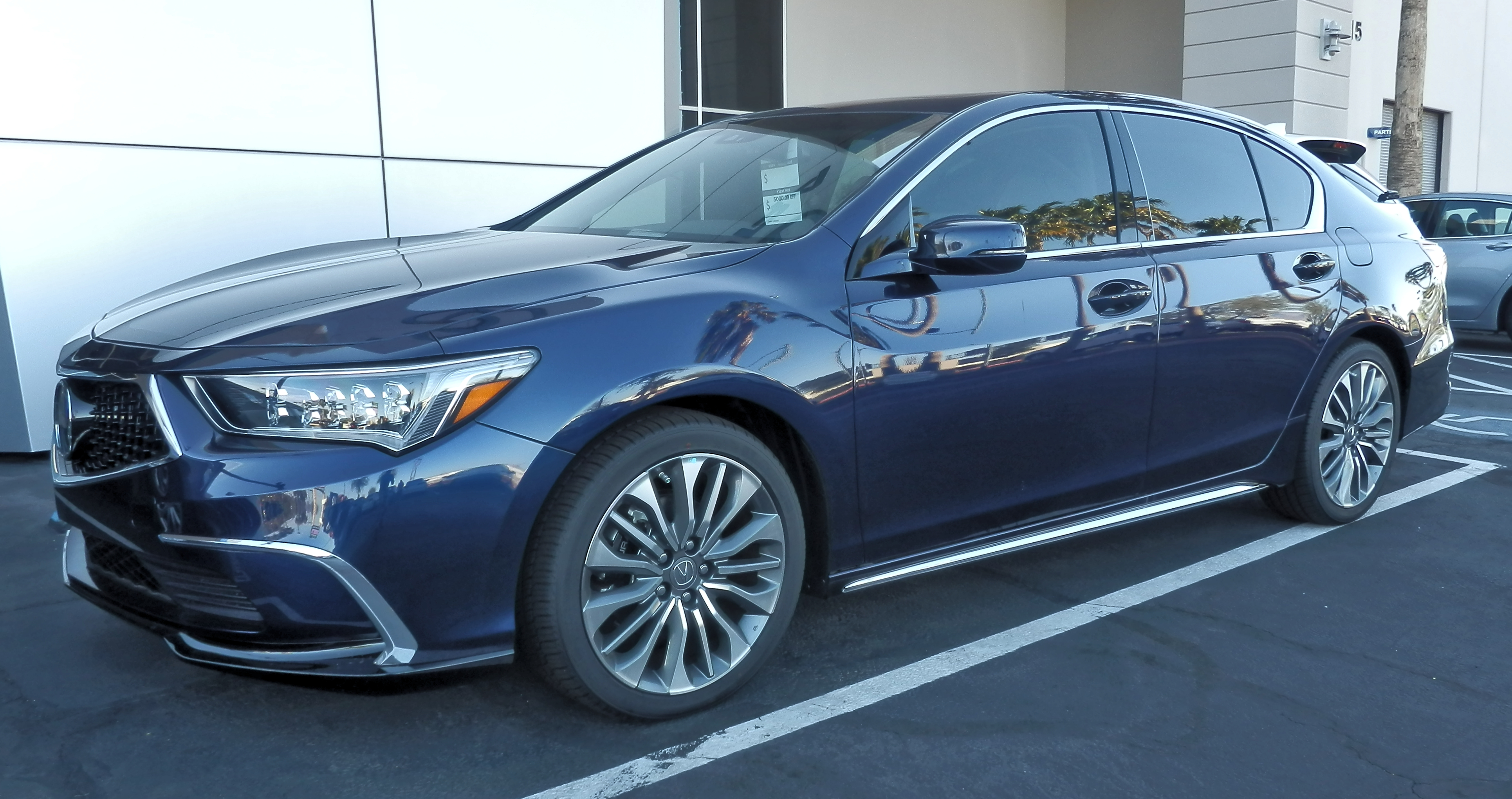
Acura RLX (з 2018)

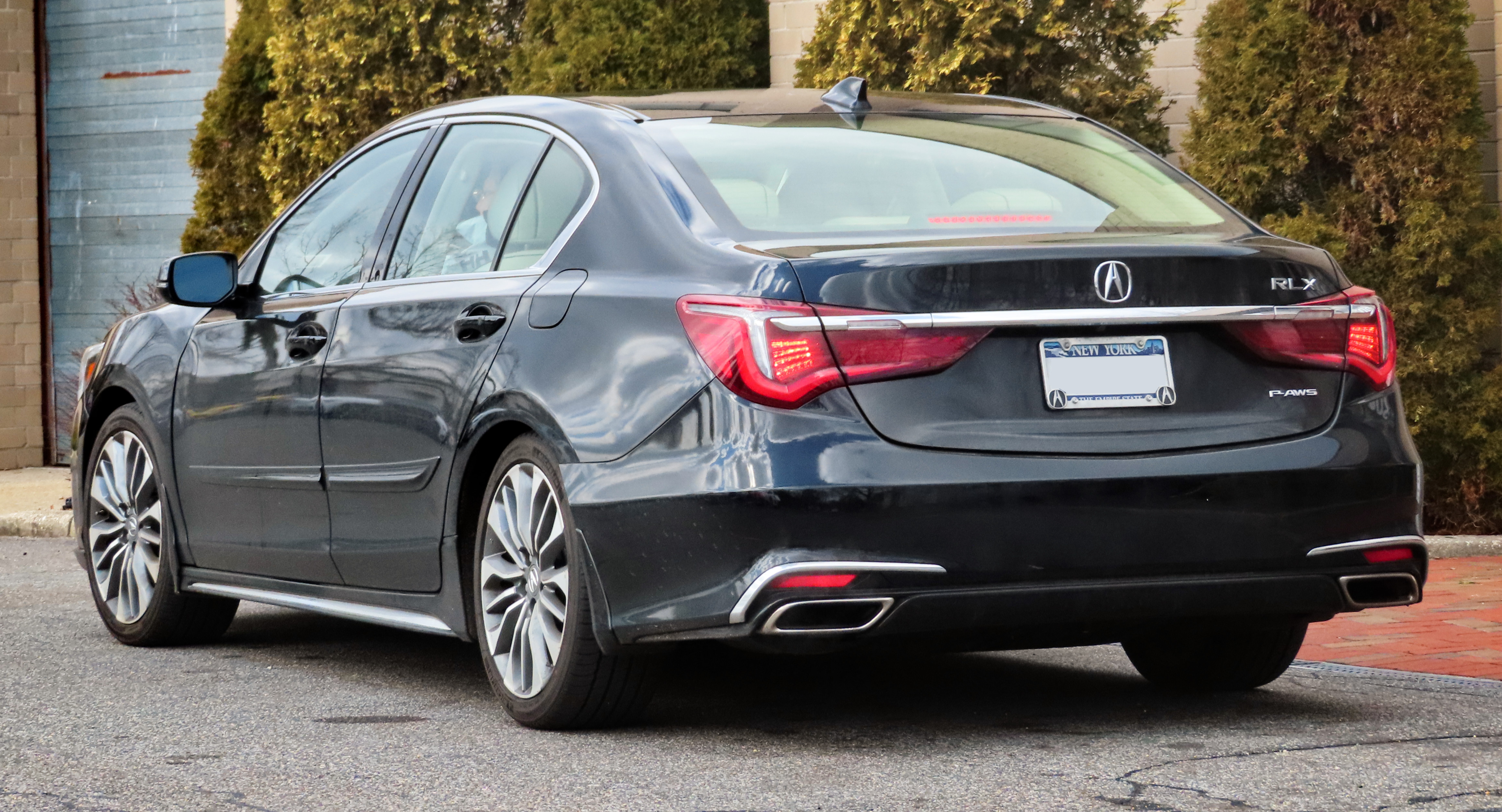
Acura RLX (з 2018)

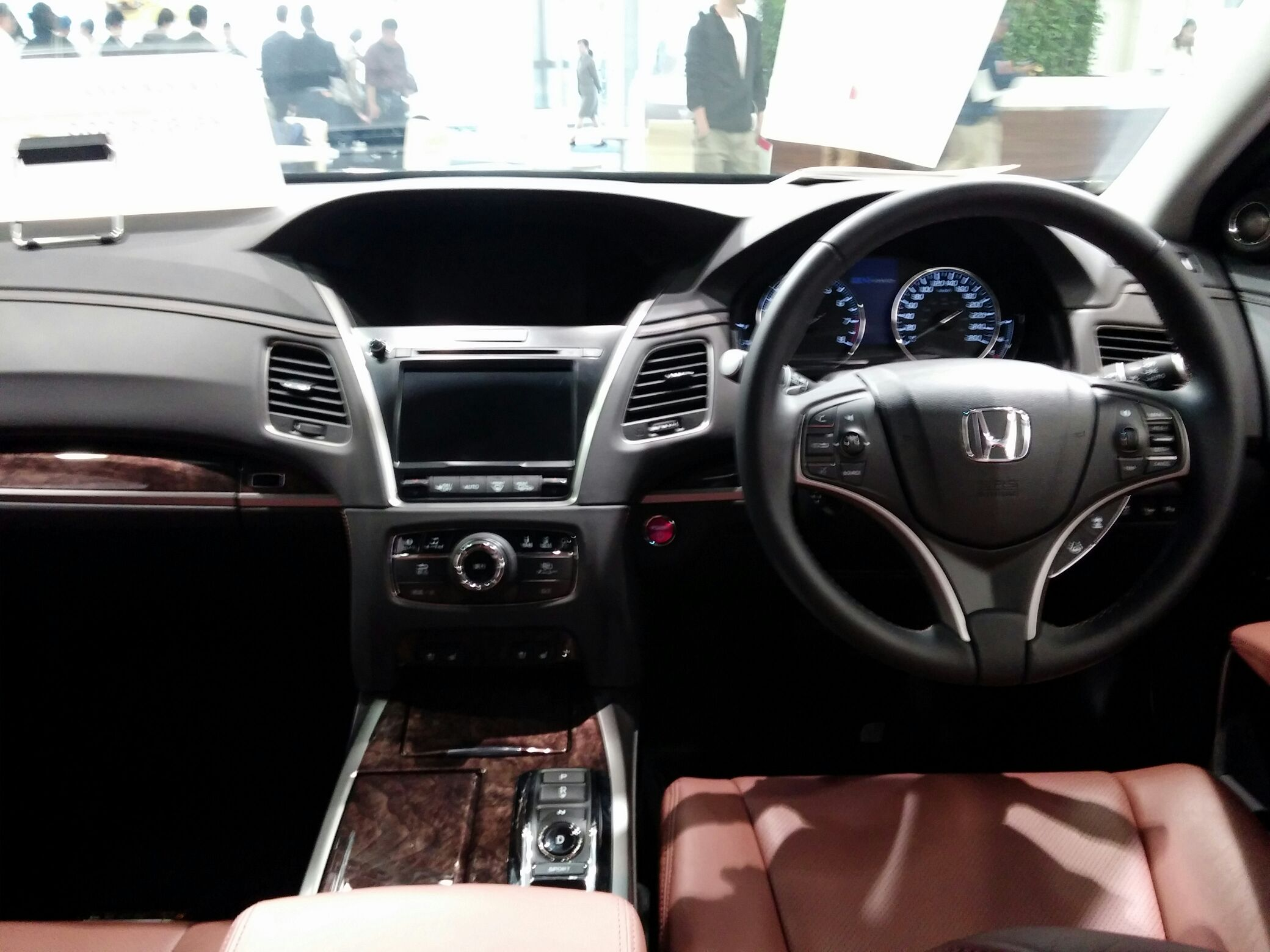

RLX поки що має лише 1 двигун - 3,5-літровий шестициліндровий V-подібний бензиновий агрегат з серії J35Y4 потужністю 314 к.с. (230 кВт), при 5800 об/хв, крутним моментом 369 Нм, при 3800 об/хв з системою дезактивації циліндрів VCM. Крутний момент на колеса двигуна передає 6-ступінчаста автоматична трансмісія. 
В 2014 році з'явилася гібридна версія Acura RLX Sport Hybrid з бензинового двигуна і 3 електромоторів загальною потужністю 382 к.с. і середньою витратою палива близько 7,9 літрів/100 км. Такий автомобіль маємати повний привід з системою підрулення задніх коліс P-AWS (Precision All-Wheel Steer).
У порівнянні з Acura RL кузов RLX жорсткіший на 52% на вигин і на 46% на кручення, так як вміст високоміцних сталей в ньому збільшилася до 55%. Капот, передній підрамник і деякі зовнішні панелі виконані з алюмінію.
RLX оснащується новим поколінням системи AcuraLink®, двома LCD-дисплеями - 8-дюймовим навігаційним і 7-дюймовим сенсорним, аудіосистемою Acura/ELS, адаптивним круїз-контролем, системами Start-Stop і Agile Handling Assist (система підрулення в поворотах), а також іншими функціями і помічниками. Також автомобіль вперше отримав електронне гальмо стоянки і систему допомоги при старті в гору. Як і концепт-кар, RLX має дизайн передньої оптики «Jewel-Eye» - багатосекційні світлодіоди, вперше застосовуються на автомобілях Acura.
- Передня підвіска - незалежна, на подвійних поперечних важелях, стабілізатор поперечної стійкості;
- Задня підвіска - незалежна, багатоважільна, стабілізатор поперечної стійкості;
- Передні гальма - дискові, вентильовані;
- Задні гальма - дискові, вентильовані.

В 2018 році модель модернізували, змінивши передню частину автомобіля.
В 2020 році седан постачається з чотирма роками або 80.467 км пробігу базової гарантії та шістьма роками або 112.654 км пробігу гарантії на силовий агрегат. Стандартними елементами захисту стали попередження про можливе зіткнення, автоматичне екстрене гальмування, моніторинг сліпих зон, попередження про перехресний рух позаду, система «Traffic Jam Assist», допомога руху по смузі, камера заднього виду, система попередження про виїзд за межі дороги та адаптивний круїз-контроль. Доступними є передні/задні сенсори паркування, камера навколишнього огляду і проєкційна приладова панель на вітровому склі.

### Двигуни
- 3.5 л J35Y4 V6 314 к.с.  369 Нм
- 3.5 л J35Y4 V6 + електродвигун 382 к.с. 462 Нм